# Pogonomelomys
Pogonomelomys is een geslacht van knaagdieren uit de muizen en ratten van de Oude Wereld dat voorkomt op Nieuw-Guinea. Het is een zeldzaam geslacht, dat bekend is van een aantal plaatsen verspreid over Nieuw-Guinea. Zijn nauwste verwant is waarschijnlijk Abeomelomys sevia, die vroeger tot hetzelfde geslacht werd gerekend. Ook Melomys fraterculus en Coccymys ruemmleri zijn vroeger tot Pogonomelomys gerekend.

## Kenmerken
Het zijn middelgrote, in bomen levend muizen met een simpele kiezen. De vacht is zacht. De buik is wit. De dieren hebben een lange grijpstaart die onbehaard lijkt. Vrouwtjes hebben 0+2=4 mammae.

## Soorten
Er zijn drie soorten (naast een onbeschreven soort uit het Holoceen van de Vogelkop):
- Pogonomelomys brassi
- Pogonomelomys bruijni – Laaglandborstelmuis
- Pogonomelomys mayeri

Abditomys · 
Abeomelomys · 
Aethomys · 
Anisomys · 
Anonymomys · 
Apodemus · 
Apomys · 
Archboldomys · 
Arvicanthis · 
Baiyankamys · 
Baletemys · 
Bandicota · 
Batomys · 
Berylmys · 
Brassomys · 
Bullimus · 
Bunomys · 
Canariomys · 
Carpomys · 
Chingawaemys · 
Chiromyscus · 
Chiropodomys · 
Chiruromys · 
Chrotomys · 
Coccymys · 
Colomys · 
Congomys · 
Conilurus · 
Coryphomys · 
Crateromys · 
Cremnomys · 
Crossomys · 
Crunomys · 
Dacnomys · 
Dasymys · 
Dephomys · 
Desmomys · 
Diomys · 
Diplothrix · 
Echiothrix · 
Eropeplus · 
Frateromys · 
Golunda · 
Gracilimus · 
Grammomys · 
Hadromys · 
Haeromys · 
Halmaheramys · 
Hapalomys · 
Heimyscus · 
Hybomys · 
Hydromys · 
Hylomyscus · 
Hyomys · 
Hyorhinomys · 
Kadarsanomys · 
Komodomys · 
Lamottemys · 
Leggadina · 
Lemniscomys · 
Lenomys · 
Lenothrix · 
Leopoldamys · 
Leporillus · 
Leptomys · 
Limnomys · 
Lorentzimys · 
Macruromys · 
Madromys ·
Malacomys · 
Mallomys · 
Malpaisomys · 
Mammelomys · 
Margaretamys · 
Mastacomys · 
Mastomys · 
Maxomys · 
Melasmothrix · 
Melomys · 
Mesembriomys ·
Micaelamys · 
Microhydromys · 
Micromys · 
Millardia · 
Mirzamys · 
Montemys · 
Mus · 
Musseromys · 
Mylomys · 
Myomyscus · 
Nesokia · 
Nilopegamys · 
Niviventer · 
Notomys · 
Ochromyscus · 
Oenomys ·
Otomys · 
Palawanomys · 
Papagomys · 
Parahydromys · 
Paraleptomys · 
Paramelomys · 
Parotomys · 
Paucidentomys · 
Paulamys · 
Pelomys · 
Phloeomys · 
Pithecheir · 
Pithecheirops · 
Pogonomelomys · 
Pogonomys · 
Praomys · 
Protochromys · 
Pseudohydromys · 
Pseudomys · 
Rattus · 
Rhabdomys · 
Rhynchomys · 
Saxatilomys ·
Serengetimys ·
Solomys · 
Sommeromys · 
Soricomys · 
Spelaeomys · 
Srilankamys · 
Stenocephalemys · 
Stochomys · 
Sundamys · 
Taeromys · 
Tarsomys · 
Tateomys · 
Thallomys · 
Thamnomys · 
Tokudaia · 
Tonkinomys ·
Tryphomys · 
Typomys · 
Uromys · 
Vandeleuria · 
Vernaya · 
Xenuromys · 
Xeromys · 
Zelotomys · 
Zyzomys